# Artem Ovechkin
Pour les articles homonymes, voir Ovetchkine.
Artem Ovechkin (en russe : Артём Сергеевич Овечкин, translittération française : Artiom Sergueïevitch Ovetchkine), né le 11 juillet 1986 à Berdsk, est un coureur cycliste russe.

## Biographie
Spécialiste du contre-la-montre, Artem Ovechkin se distingue chez les amateurs en terminant notamment sur le podium des Championnats d'Europe espoirs de la spécialité en 2008. Recruté par l'équipe continentale russe Lokomotiv en 2009, il y remporte plusieurs contre-la-montre renommés, dont le Duo normand, en compagnie de Nikolai Trussov et le championnat du Russie du contre-la-montre. Ces performances lui valent de rejoindre l'équipe Pro Tour russe Katusha comme stagiaire à partir d'août 2009, puis définitivement à partir de 2010.
Pour ses débuts professionnels dans l'équipe russe, il remporte pour la deuxième fois consécutive le Duo normand, en compagnie de Alexandr Pliuschin. Il participe à de grandes courses par étapes comme le Tour de Catalogne, le Tour de Romandie ou le Critérium du Dauphiné. Il participe également aux championnats du monde du contre-la-montre à Geelong en Australie qu'il termine 21e.
En juin 2013, il est contrôlé positif au fénotérol lors des championnats nationaux de 2013 et suspendu six mois.
En 2015, il redevient champion de Russie du contre-la-montre et remporte une étape du Tour de Slovénie. L'année suivante, il gagne avec son équipe Gazprom-RusVelo le contre-la- montre par équipes de la Semaine internationale Coppi et Bartali.
En 2018, il rejoint l'équipe malaisienne Terengganu et connait son année avec le plus de succès. Il remporte le classement général du Tour d'Antalya et du Tour de Langkawi, ainsi qu'une étape du Tour de Chine II. Il remporte également son troisième championnat de Russie du contre-la-montre. Sélectionné pour représenter son pays aux championnats d'Europe, il se classe 21e de l'épreuve contre-la-montre. Au début de l'été 2019, il s'adjuge pour la quatrième fois le titre de champion de Russie du contre-la-montre.

## Palmarès et classements mondiaux

### Palmarès
- 2004
  - 3e étape du Tour de Lorraine juniors (contre-la-montre)
- 2007
  - 4e et 5e étapes de Way to Pekin
- 2008
  - 2e du championnat de Russie du contre-la-montre espoirs
  -  Médaillé de bronze du championnat d'Europe du contre-la-montre espoirs
  - 10e du championnat du monde du contre-la-montre espoirs
- 2009
  -  Champion de Russie du contre-la-montre
  - 5ea étape du Tour de Tarragone (contre-la-montre)
  - 3e étape du Tour de la communauté de Madrid espoirs
  - Duo normand (avec Nikolay Trusov)
  - 2e du Gran Premi Vila-real
  - 3e de la Volta del Llagostí
- 2010
  - Duo normand (avec Alexandr Pliuschin)
- 2013
  - 3e du championnat de Russie du contre-la-montre
- 2014
  - 3e du championnat de Russie du contre-la-montre
  - 3e du Duo normand (avec Ivan Balykin)
- 2015
  -  Champion de Russie du contre-la-montre
  - 1re étape du Tour de Slovénie (contre-la-montre)
  - 3e du Grand Prix Sotchi Mayor
- 2016
  - 1reb étape de la Semaine internationale Coppi et Bartali (contre-la-montre par équipes)
- 2018
  -  Champion de Russie du contre-la-montre
  - Tour d'Antalya : 
    - Classement général
    - 3e étape

  - Tour de Langkawi : 
    - Classement général
    - 5e étape

  - 4e étape (contre-la-montre) du Tour de Chine II
  - 2e du Tour de Thaïlande
  - 2e du Tour de Chine II
  - 3e de l'UCI Asia Tour
- 2019
  -  Champion de Russie du contre-la-montre
  - Prologue du Tour de Chine II
- 2020
  -  Champion de Russie du contre-la-montre
  - 3e du Tour de Langkawi
- 2021
  - 2e du championnat de Russie du contre-la-montre

### Résultats sur les grands tours

#### Tour d'Italie
1 participation
- 2016 : 142e

### Classements mondiaux
| Année                                 | 2007 | 2008 | 2009 | 2010 | 2011 | 2012 | 2013 | 2014 | 2015 | 2016  | 2017  | 2018 | 2019 | 2020 | 2021  |
| ------------------------------------- | ---- | ---- | ---- | ---- | ---- | ---- | ---- | ---- | ---- | ----- | ----- | ---- | ---- | ---- | ----- |
| UCI World Tour                        |      |      |      |      | 201e |      |      |      |      | nc    | nc    | nc   |      |      |       |
| Classement mondial                    |      |      |      |      |      |      |      |      |      | 1647e | 1031e | 124e | 309e | 170e | 1095e |
| UCI Europe Tour                       | 553e | 974e | 446e |      |      | 484e | 428e | 297e | 190e | 1261e | 643e  | 468e | 254e | 140e | 813e  |
| UCI Asia Tour                         | nc   | nc   | nc   |      |      | nc   | nc   | nc   | nc   | nc    | nc    | 3e   |      |      |       |
|                                       |      |      |      |      |      |      |      |      |      |       |       |      |      |      |       |
| Légende : nc = non classéSource : UCI |      |      |      |      |      |      |      |      |      |       |       |      |      |      |       |